# Elecciones generales de Quebec de 1998
Las elecciones generales quebequesas de 1998 se celebraron el 30 de noviembre de 1998 con el fin de elegir los diputados de la 36a legislatura de la Asamblea Nacional de Quebec. Se trató de la 36a elección. Se reeligió al Partido Quebequés (PQ), dirigido por Lucien Bouchard, partido en el poder desde la elección de 1994.

## Contexto
Después de la derrota apretada del proyecto de independencia de Quebec con una unión económica con el resto del Canadá propuesto por el Partido Quebequés durante el referéndum de 1995, el jefe del PQ Jacques Parizeau dimitió. Lucien Bouchard, el entonces jefe del Bloc québécois en la Cámara de los Comunes de Canadá, abandonó la política federal para tomar la dirección del PQ y para ser primer ministro de Quebec en 1996.
Jean Charest, que lideró el Partido Liberal de Quebec desde el 30 de abril de 1998, venía también de la escena federal, en la que había sido jefe del Partido Conservador Progresista. Primero, era percibido como mal adaptado a su nuevo partido y a la política provincial; conseguirá más tarde superar esta percepción.
Bouchard se comprometió a convocar otro referéndum durante su mandato si las «condiciones ganadoras» estaban reunidas. Los sondeos le daban un margen importante, pero este margen desapareció el día del escrutinio «en lo que Bouchard y Charest diagnosticaron como una reticencia del electorado a ofrecer al jefe del PQ la condición ganadora que sería una verdadera victoria». El PQ gana respecto al número de escaños, pero obtuvo menos votos que el PLQ. En definitiva, el número de escaños obtenidos por ambos partidos principales fue prácticamente idénticos a los números de la elección precedente de 1994. El Partido quebequés conservó un gobierno mayoritario. 
Mario Dumont, jefe de la Acción Democrática de Quebec, fue reelegido en su circunscripción. Permaneció sin embargo, como en la elección de 1994, como el único diputado elegido de su partido.

### Aplazamiento de la elección en la circunscripción de Masson
Excepcionalmente, en la circunscripción de Masson, la votación fue aplazada al 14 de diciembre debido a la muerte durante la campaña del candidato del Partido Quebequés, Yves Blais.

## Sondeos

Intenciones de voto en Quebec desde las elecciones generales precedentes.